# Острая (гора, Елизовский район, у Елизово)
Острая — гора в южной части полуострова Камчатка, в Елизовском районе, находится рядом с селом Сосновка у города Елизово.
Абсолютная высота составляет 1233 м.
С вершины открываются вид на окрестности Вилючинского вулкана, а также на долину реки Паратунки, в хорошую и ясную погоду можно увидеть: вулкан Горелый, Авачинско-Корякскую группу вулканов, Авачинскую бухту, города Петропавловск-Камчатский и Елизово.
Гора лавиноопасна — зимой могут сходить серьёзные лавины. Склоны крутые — градусов 45 и широкие. Гора Острая пригодна для катания горнолыжников с ноября по июль месяц.
Популярный туристический объект.